# Фанатизъм
Фанатизъм се нарича светоглед, който приема, че определени идеи са единствените верни, и придава негативен аспект на всичко различно от тях. Целта му обикновено е налагане на „верните“ и отстраняване на „неверните“ идеи, като често се смятат за позволени всякакви, или много широки средства.